# Kenneth Holmes
Pour les articles homonymes, voir Holmes.
Kenneth Charles Holmes (1934 - 2 novembre 2021) est un biologiste moléculaire britannique.

## Biographie
Il est né à Hammersmith, Londres. Il est un ancien collègue de Rosalind Franklin au Birkbeck College avec Aaron Klug et John Finch et part au Laboratoire de biologie moléculaire de Cambridge en 1962. De 1975 à 1976, il est chef par intérim de l'Outstation, EMBL Synchrotron Radiation Laboratory à DESY, Hambourg. Il travaille à l'Institut Max-Planck de recherche médicale en tant que 
« membre scientifique émérite ».
En 1981, il est élu membre de la Royal Society et reçoit leur médaille Gabor 1997 « en reconnaissance de ses réalisations en biologie moléculaire, en particulier sa analyses pionnières des structures biologiques et des virus, et son développement de l'utilisation du rayonnement synchrotron pour les expériences de diffraction des rayons X, désormais une technique largement utilisée non seulement en biologie moléculaire mais en physique et en science des matériaux ».
Il reçoit à la fois le prix européen Latsis en 2000 pour ses travaux sur la structure moléculaire et le prix Gregori-Aminoff de l'Académie royale des sciences de Suède en 2001.
Sa biographie scientifique d'Aaron Klug, Aaron Klug - A Long Way from Durban: A Biography est publiée en 2017 par Cambridge University Press. En 2021, il reçoit le prix Lennart-Philipson.
Holmes est décédé le 2 novembre 2021, à l'âge de 86 ans.